# 2506 Пирогов
2506 Пирогов (2506 Pirogov) — астероїд головного поясу, відкритий 26 серпня 1976 року.
Тіссеранів параметр щодо Юпітера — 3,285.